# مارفن جونسون (لاعب كرة قدم أمريكية)
مارفن جونسون (بالإنجليزية: Marvin Johnson) هو لاعب كرة قدم أمريكية أمريكي، ولد في 13 أبريل 1927، وتوفي في 8 فبراير 1981.